# Castels et Bézenac
Castels et Bézenac est une commune française située dans le département de la Dordogne, en région Nouvelle-Aquitaine. Elle a été créée le 1er janvier 2017 sous le statut de commune nouvelle et regroupe les anciennes communes de Bézenac et Castels.

## Géographie

### Généralités
Dans le quart sud-est du département de la Dordogne, le territoire de Castels et Bézenac est bordé au sud par la Dordogne.
La commune nouvelle regroupe les anciennes communes de Bézenac et Castels, qui deviennent des communes déléguées le 1er janvier 2017. Son chef-lieu se situe à Castels.
En périphérie du bourg de Saint-Cyprien, la mairie est située, en distances orthodromiques, onze kilomètres à l'est du Buisson-de-Cadouin et treize kilomètres à l'ouest de Sarlat-la-Canéda.
Le territoire communal est desservi par la route départementale (RD) 703 longé par la ligne ferroviaire de Siorac-en-Périgord à Cazoulès. À 700 mètres par la route, la gare la plus proche de la mairie est celle de Saint-Cyprien
Entre Allas-les-Mines et Saint-Cyprien, un tronçon commun aux sentiers de grande randonnée GR 36 et GR 64 longe la Dordogne sur trois kilomètres.
| Carte des communes constitutives de Castels et Bézenac. |

### Communes limitrophes
Castels et Bézenac est limitrophe de sept autres communes. À l'ouest, le territoire de Coux et Bigaroque-Mouzens est distant de 450 mètres.
|               | Meyrals            | Saint-André-d'Allas    |
| Saint-Cyprien | Castels et Bézenac | Beynac-et-Cazenac      |
| Berbiguières  | Allas-les-Mines    | Saint-Vincent-de-Cosse |

### Géologie et relief

#### Géologie
Situé sur la plaque nord du Bassin aquitain et bordé à son extrémité nord-est par une frange du Massif central, le département de la Dordogne présente une grande diversité géologique. Les terrains sont disposés en profondeur en strates régulières, témoins d'une sédimentation sur cette ancienne plate-forme marine. Le département peut ainsi être découpé sur le plan géologique en quatre gradins différenciés selon leur âge géologique. Castels et Bézenac est située dans le troisième gradin à partir du nord-est, un plateau formé de calcaires hétérogènes du Crétacé.
Les couches affleurantes sur le territoire communal sont constituées de formations superficielles du Quaternaire datant du Cénozoïque et de roches sédimentaires du Mésozoïque. La formation la plus ancienne, notée c2a, date du Turonien inférieur, composée de calcaire crayeux blanchâtre en plaquettes ou noduleux. La formation la plus récente, notée CFvs, fait partie des formations superficielles de type colluvions carbonatées de vallons secs : sable limoneux à débris calcaires et argile sableuse à débris. Le descriptif de ces couches est détaillé dans  les feuilles « no 807 - Le Bugue » et « no 808 - Sarlat-la-Canéda » de la carte géologique au 1/50 000 de la France métropolitaine, et leurs notices associées,.

Carte géologique de Castels et Bézenac.

#### Relief et paysages
Le département de la Dordogne se présente comme un vaste plateau incliné du nord-est (491 m, à la forêt de Vieillecour dans le Nontronnais, à Saint-Pierre-de-Frugie) au sud-ouest (2 m à Lamothe-Montravel). L'altitude du territoire communal varie quant à elle entre 57 m et 267 m.
Dans le cadre de la Convention européenne du paysage entrée en vigueur en France le 1er juillet 2006, renforcée par la loi du 8 août 2016 pour la reconquête de la biodiversité, de la nature et des paysages, un atlas des paysages de la Dordogne a été élaboré sous maîtrise d’ouvrage de l’État et publié en octobre 2020. Les paysages du département s'organisent en huit unités paysagères et 14 sous-unités. La commune fait partie du Périgord noir, un paysage vallonné et forestier, qui ne s’ouvre que ponctuellement autour de vallées-couloirs et d’une multitude de clairières de toutes tailles. Il s'étend du nord de la Vézère au sud de la Dordogne (en amont de Lalinde) et est riche d’un patrimoine exceptionnel.
La superficie cadastrale de la commune publiée par l'Insee, qui sert de référence dans toutes les statistiques, est de 23,76 km2,.

### Hydrographie

#### Réseau hydrographique
La commune est située dans le bassin de la Dordogne au sein du Bassin Adour-Garonne. Elle est drainée par la Dordogne, le Moulant et par divers petits cours d'eau, qui constituent un réseau hydrographique de 21 km de longueur totale,,.
La Dordogne, d'une longueur totale de 483,1 km, prend naissance sur les flancs du puy de Sancy (1 885 m), dans la chaîne des monts Dore, traverse six départements dont la Dordogne dans sa partie sud, et conflue avec la Garonne à Bayon-sur-Gironde, pour former l'estuaire de la Gironde,. Elle borde la commune au sud sur près de cinq kilomètres et demi, face à Allas-les-Mines et Berbiguières.
Son affluent de rive droite le Moulant prend sa source dans le nord-est de la commune dont il traverse le territoire vers le sud-ouest sur plus de six kilomètres dont 400 mètres en limite de Saint-Cyprien.

Réseaux hydrographique et routier de Castels et Bézenac.
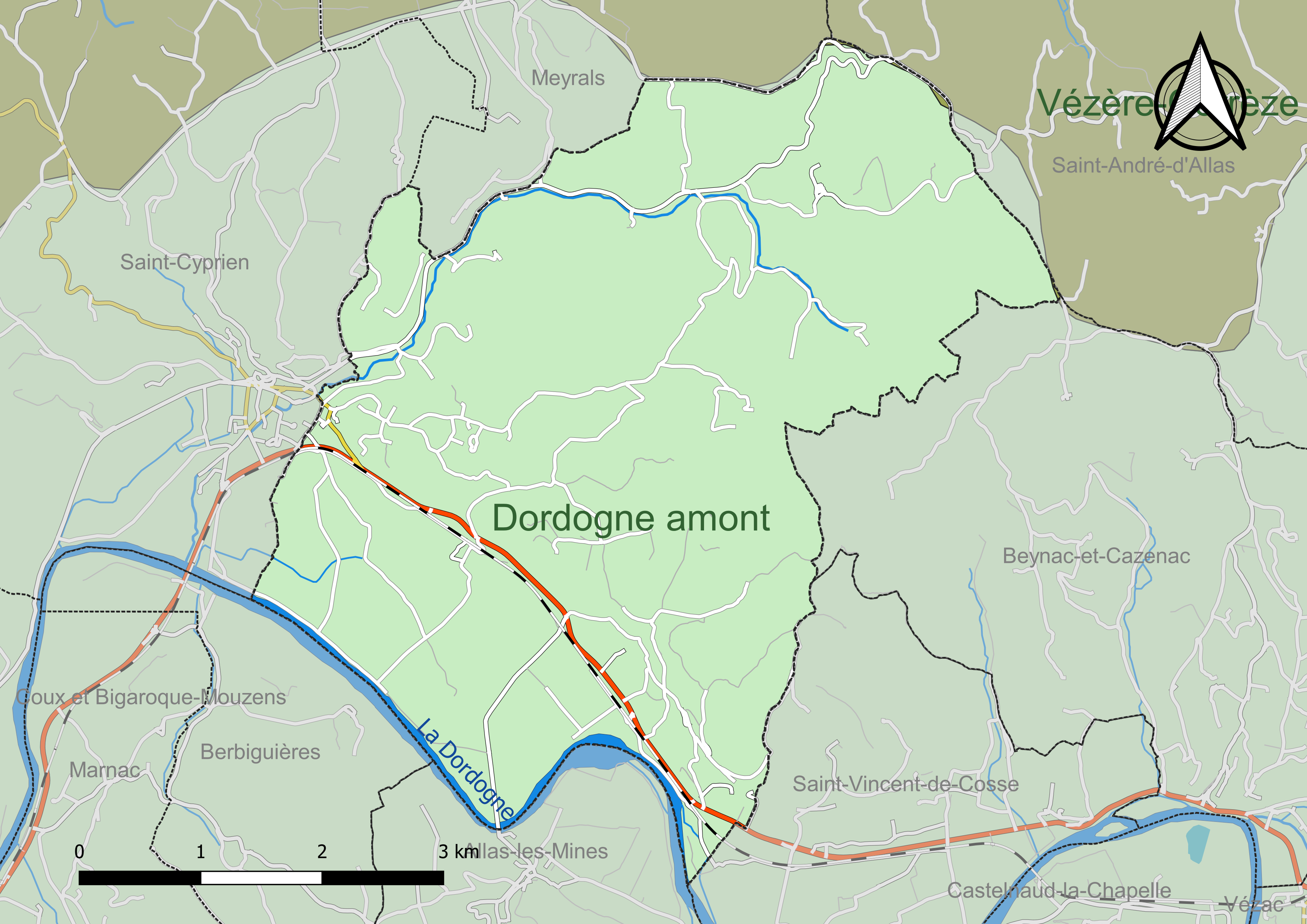
Carte des schémas d'aménagement et de gestion des eaux (SAGE) couvrant le territoire communal de Castels et Bézenac.

#### Gestion et qualité des eaux
Le territoire communal est couvert par les schémas d'aménagement et de gestion des eaux (SAGE) « Dordogne amont » et « Vézère-Corrèze ». Le SAGE « Dordogne amont », dont le territoire s'étend des sources de la Dordogne jusqu'à la confluence de la Vézère à Limeuil, d'une superficie de 9 700 km2 est en cours d'élaboration. La structure porteuse de l'élaboration et de la mise en œuvre est l'établissement public territorial de bassin de la Dordogne (EPIDOR). Le SAGE « Vézère-Corrèze », dont le territoire regroupe les bassins versants de la Vézère et de la Corrèze, d'une superficie de 3 730 km2 est en cours d'élaboration. La structure porteuse de l'élaboration et de la mise en œuvre est le conseil départemental de la Corrèze. Ils définissent chacun sur leur territoire les objectifs généraux d’utilisation, de mise en valeur et de protection quantitative et qualitative des ressources en eau superficielle et souterraine, en respect des objectifs de qualité définis dans le troisième SDAGE  du Bassin Adour-Garonne qui couvre la période 2022-2027, approuvé le 10 mars 2022.
La quasi-intégralité du territoire communal dépend du SAGE Dordogne amont. Seule une infime zone au nord-est, limitrophe de Saint-André-d'Allas, est rattachée au SAGE Vézère-Corrèze.
La qualité des eaux de baignade et des cours d’eau peut être consultée sur un site dédié géré par les agences de l’eau et l’Agence française pour la biodiversité.

### Climat
Pour des articles plus généraux, voir Climat de la Nouvelle-Aquitaine et Climat de la Dordogne.
Historiquement, la commune est exposée à un climat océanique aquitain.  
En 2020, Météo-France publie une typologie des climats de la France métropolitaine dans laquelle la commune est exposée à un climat océanique altéré et est dans la région climatique Aquitaine, Gascogne, caractérisée par une pluviométrie abondante au printemps, modérée en automne, un faible ensoleillement au printemps, un été chaud (19,5 °C), des vents faibles, des brouillards fréquents en automne et en hiver et des orages fréquents en été (15 à 20 jours).
Pour la période 1971-2000, la température annuelle moyenne est de 12,6 °C, avec  une amplitude thermique annuelle de 15,5 °C. Le cumul annuel moyen de précipitations est de 893 mm, avec 12 jours de précipitations en janvier et 6,9 jours en juillet. Pour la période 1991-2020, la température moyenne annuelle observée sur la station météorologique la plus proche, située sur la commune de Pays de Belvès à 11 km à vol d'oiseau, est de 13,0 °C et le cumul annuel moyen de précipitations est de 888,2 mm,. Pour l'avenir, les paramètres climatiques de la commune estimés pour 2050 selon différents scénarios d’émission de gaz à effet de serre sont consultables sur un site dédié publié par Météo-France en novembre 2022.

### Milieux naturels et biodiversité

#### Natura 2000
La Dordogne est un site du réseau Natura 2000 limité aux départements de la Dordogne et de la Gironde, et qui concerne les 103 communes riveraines de la Dordogne, dont Castels et Bézenac,. Seize espèces animales et une espèce végétale inscrites à l'annexe II de la directive 92/43/CEE de l'Union européenne y ont été répertoriées.
La zone Coteaux calcaires de la vallée de la Dordogne, qui s'étend au total sur 3 686 hectares et est partagée avec vingt-quatre autres communes, fait également partie du réseau Natura 2000,. Deux espèces de chauves-souris inscrites à l'annexe II de la directive 92/43/CEE de l'Union européenne y ont été répertoriées : le Grand rhinolophe (Rhinolophus ferrumequinum) et le Petit rhinolophe (Rhinolophus hipposideros). Sur la commune, elle s'étend sur une soixantaine d'hectares et correspond à des coteaux situés au nord de la route départementale 703, en deux sites, l'un à l'est du petit bourg de Bézenac, l'autre au sud-est du château d'Argentonesse.

#### ZNIEFF
Castels et Bézenac fait partie des 102 communes concernées par la zone naturelle d'intérêt écologique, faunistique et floristique (ZNIEFF) de type II « La Dordogne »,, dans laquelle ont été répertoriées huit espèces animales déterminantes et cinquante-sept espèces végétales déterminantes, ainsi que quarante-trois autres espèces animales et trente-neuf autres espèces végétales.

## Urbanisme

### Typologie
Au 1er janvier 2024, Castels et Bézenac est catégorisée commune rurale à habitat dispersé, selon la nouvelle grille communale de densité à 7 niveaux définie par l'Insee en 2022.
Elle est située hors unité urbaine et hors attraction des villes,.

### Villages, hameaux et lieux-dits
Outre les bourgs de Bézenac et de Castels proprement dits, le territoire se compose d'autres villages ou hameaux, ainsi que de lieux-dits détaillés dans Bézenac#Villages, hameaux et lieux-dits et dans Castels#Villages, hameaux et lieux-dits.

### Prévention des risques
Le territoire de la commune de Castels et Bézenac est vulnérable à différents aléas naturels : météorologiques (tempête, orage, neige, grand froid, canicule ou sécheresse), inondations, feux de forêts, mouvements de terrains et séisme (sismicité très faible). Il est également exposé à un risque technologique, la rupture d'un barrage. Un site publié par le BRGM permet d'évaluer simplement et rapidement les risques d'un bien localisé soit par son adresse soit par le numéro de sa parcelle.

#### Risques naturels
Certaines parties du territoire communal sont susceptibles d’être affectées par le risque d’inondation par débordement de cours d'eau, notamment la Dordogne. La commune a été reconnue en état de catastrophe naturelle au titre des dommages causés par les inondations et coulées de boue survenues en 1982, 1988, 1993, 1999, 2003 et 2008,. Le risque inondation est pris en compte dans l'aménagement du territoire de la commune par le biais du plan de prévention des risques inondation (PPRI) de la « vallée de la Dordogne amont »  approuvé le 15 avril 2011, pour les crues de la Dordogne,.
Castels et Bézenac est exposée au risque de feu de forêt. L’arrêté préfectoral du 14 mars 2013 fixe les conditions de pratique des incinérations et de brûlage dans un objectif de réduire le risque de départs d’incendie. À ce titre, des périodes sont déterminées : interdiction totale du 15 février au 15 mai et du 15 juin au 15 octobre, utilisation réglementée du 16 mai au 14 juin et du 16 octobre au 14 février. En septembre 2020, un plan inter-départemental de protection des forêts contre les incendies (PidPFCI) a été adopté pour la période 2019-2029,.

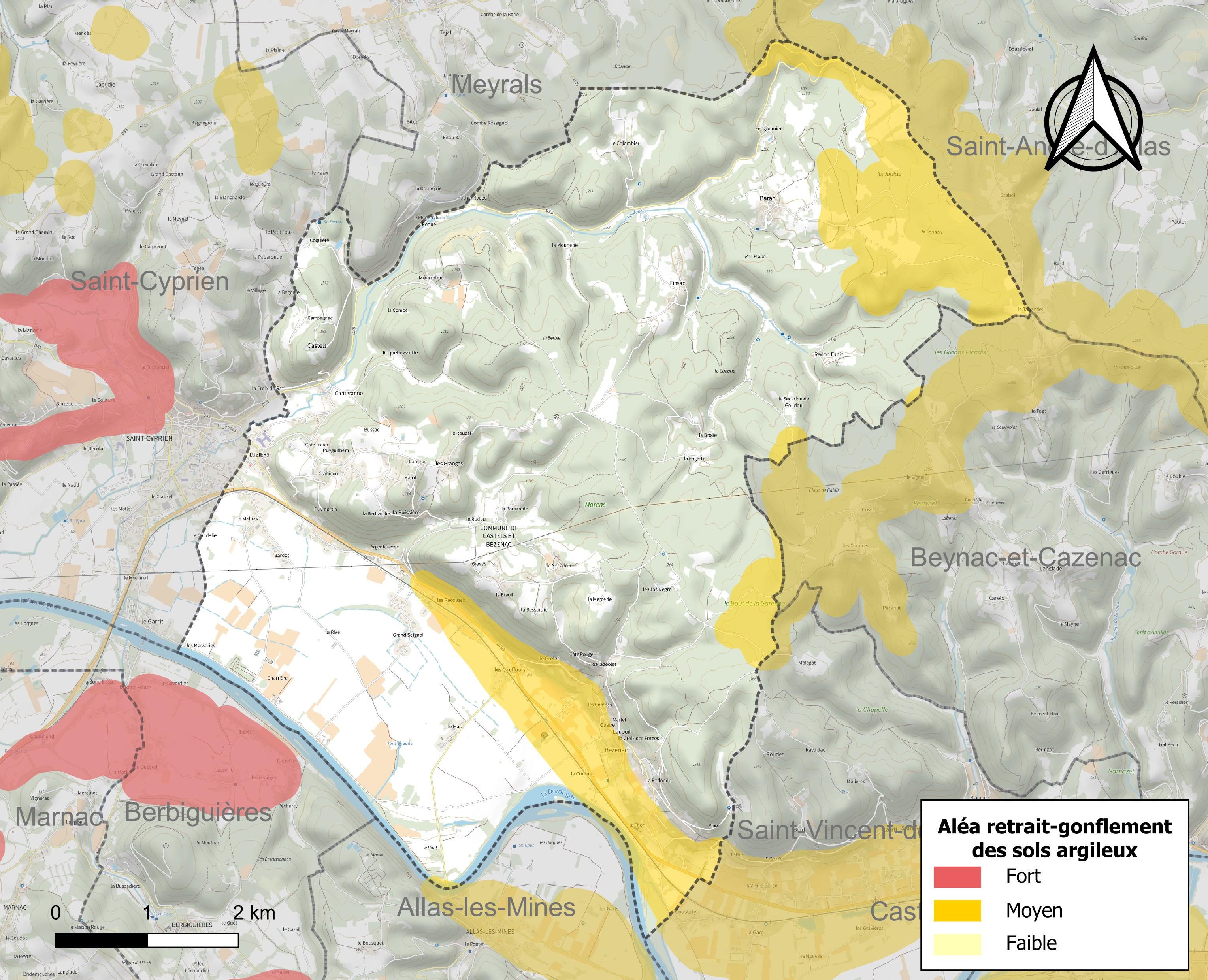
Carte des zones d'aléa retrait-gonflement des sols argileux de Castels et Bézenac.

Les mouvements de terrains susceptibles de se produire sur la commune sont des tassements différentiels. Le retrait-gonflement des sols argileux est susceptible d'engendrer des dommages importants aux bâtiments en cas d’alternance de périodes de sécheresse et de pluie. 14,7 % de la superficie communale est en aléa moyen ou fort (58,6 % au niveau départemental et 48,5 % au niveau national métropolitain). Depuis le 1er octobre 2020, en application de la loi ÉLAN, différentes contraintes s'imposent aux vendeurs, maîtres d'ouvrages ou constructeurs de biens situés dans une zone classée en aléa moyen ou fort,.
La commune a été reconnue en état de catastrophe naturelle au titre des dommages causés par la sécheresse en 2005 et par des mouvements de terrain en 1999.

#### Risque technologique
La commune est en outre située en aval du barrage de Bort-les-Orgues, un ouvrage de classe A situé dans le département de la Corrèze et faisant l'objet d'un PPI depuis 2009. À ce titre elle est susceptible d’être touchée par l’onde de submersion consécutive à la rupture de cet ouvrage.

## Toponymie
Il convient de se reporter aux articles consacrés aux anciennes communes fusionnées.

## Histoire
Castels et Bézenac est une commune nouvelle créée le 29 juin 2016 pour une prise d'effet au 1er janvier 2017,.

## Politique et administration

### Rattachements administratifs et électoraux
La commune de Castels et Bézenac dépend de l'arrondissement de Sarlat-la-Canéda.
Sur le plan électoral, elle dépend du canton de la Vallée Dordogne et de la 4e circonscription législative.

### Intercommunalité
À sa création en 2017, elle fait partie de la communauté de communes Vallée de la Dordogne et Forêt Bessède.

### Communes historiques
| Nom             | Code Insee | Intercommunalité                          | Superficie (km2) | Population (dernière pop. légale) | Densité (hab./km2) |
| --------------- | ---------- | ----------------------------------------- | ---------------- | --------------------------------- | ------------------ |
| Castels (siège) | 24087      | CC Vallée de la Dordogne et Forêt Bessède | 19,60            | 649 (2016)                        | 33                 |
| Bézenac         | 24041      | CC Vallée de la Dordogne et Forêt Bessède | 4,16             | 155 (2016)                        | 37                 |

En date du 1er janvier 2020, les deux communes déléguées de Bézenac et de Castels sont supprimées.

### Administration municipale
Pendant une période courant jusqu'au prochain renouvellement des conseils municipaux (prévu en 2020), le conseil municipal de la nouvelle commune est constitué de l'ensemble des conseillers municipaux des anciennes communes (quinze pour Castels et onze pour Bézenac, soit un total de vingt-six). Le maire de la nouvelle commune est élu début 2017. Les maires des anciennes communes deviennent maires délégués de celles-ci.
La population de la commune étant comprise entre 500 et 1 499 habitants au recensement de 2017, quinze conseillers municipaux auraient dû être élus en 2020. Cependant, s'agissant du premier renouvellement du conseil municipal d'une commune nouvelle, le nombre de conseillers élus est celui de la strate supérieure, soit dix-neuf.

### Liste des maires
| Période                          | Période  | Identité       | Étiquette          | Qualité                                         |
| -------------------------------- | -------- | -------------- | ------------------ | ----------------------------------------------- |
| janvier 2017 (réélu en mai 2020) | En cours | Henri Bouchard | SE - Apparenté PCF | Agriculteur Ancien maire de Castels (1995-2016) |

## Équipements et services publics

### Justice
Dans le domaine judiciaire, Castels et Bézenac relève : 
- du tribunal de proximité de Sarlat-la-Canéda ;
- du tribunal judiciaire, du tribunal pour enfants, du conseil de prud'hommes et du tribunal de commerce de Bergerac ;
- du pôle Nationalité du tribunal judiciaire de Périgueux (compétent uniquement dans le domaine de la nationalité) ;
- de la cour d'appel et de la cour administrative d'appel de Bordeaux.

## Population et société

### Démographie
L'évolution du nombre d'habitants est connue à travers les recensements de la population effectués dans la commune depuis sa création.

En 2022, la commune comptait 805 habitants.
| 2017 | 2022 |
| ---- | ---- |
| 809  | 805  |

## Économie

### Emploi
En 2016, sur le territoire correspondant à Castels et Bézenac dans sa configuration de 2017, parmi la population communale comprise entre 15 et 64 ans, les actifs représentaient 306 personnes, soit 38,1 % de la population municipale. Il y avait cinquante chômeurs, soit un taux de chômage de cette population active de 16,3 %.

### Établissements
Au 31 décembre 2015, sur ce même territoire, il y avait 93 établissements, dont cinquante-trois au niveau des commerces, transports ou services, dix-sept dans la construction, neuf relatifs au secteur administratif, à l'enseignement, à la santé ou à l'action sociale, huit dans l'agriculture, la sylviculture ou la pêche, et six dans l'industrie.

## Culture locale et patrimoine
Il convient de se reporter aux articles consacrés aux anciennes communes fusionnées.

### Héraldique
| Blason de Castels et Bézenac | Blason  | De sinople à un château donjonné de trois tours d'or, celle du milieu plus haute que les autres, et ouvert du champ. |
| Blason de Castels et Bézenac | Détails | Le statut officiel du blason reste à déterminer.                                                                     |

## Pour approfondir